# Lacul Mogoșoaia
Lacul Mogoșoaia este un lac antropic amenajat pe râul Colentina, situat la 15 km în amonte de București, în localitatea Mogoșoaia, județul Ilfov. Are o suprafață de 66 ha- 100 ha, un  volum de 2.000.000 m³, un debit vehiculat de 2,5 m/s, o lungime de 4,6 km, o lățime între 50 și 500 m și o adâncime de 0,5 la 4 m. În aval de acesta se află Lacul Chitila.
Pe malul stâng al lacului este amenajat un ștrand.
În apropiere de lac se află Palatul Mogoșoaia.

## Calitatea apei
În urma analizelor apei efectuate de Administrația Națională Apele Române (A.N.A.R.) și a Administrația Lacuri, Parcuri și Agrement București (A.L.P.A.B.), s-au constatat următoarele:

Analizele efectuate de S.C. CHEM ANALYST S.R.L. arată că Lacul Mogoșoaia prezintă valori normale ale pH-ului pe cea mai mare parte a perioadei 2007-2010, depășind valoarea maximă admisă, de 8,5 doar în luna iunie a anului 2007. Amoniul se  încadrează în limitele impuse de Ordinul 161/2006 pe toată durata efectuării  analizelor, însă nitriții depășesc limita, ajungând la valoarea de 1,32 mg/l, nitrații depășesc și ei  limita,  ajungând la 13,25 mg/l, însă doar sporadic. Metalele grele depășesc frecvent limitele ajungând, în cazul cadmiului, la valori de 10 sau chiar de 18 ori mai mari decât limitele maxime admise. Plumbul depășește și el adesea limita maximă, având un vârf cu valoarea de 2218 μg/l, adică de 44 ori mai mult decât limita maximă admisă, iar cuprul depășește de 12 ori valoarea maximă admisă în luna martie a anului 2007. Zincul nu prezintă un Ecoterra, no. 27, 2011 factor de alarmare deoarece se încadrează în limitele normale pe toată durata efectuării analizelor. De asemenea, se constată prezența enterococilor intestinali și a streptococilor fecali.